# Gamle verdens sumpskildpadder
Gamle verdens sumpskildpadder (Geoemydidae tidligere kendt som Bataguridae) er en familie af skildpadder. Gamle verdens sumpskildpadder omfatter omkring 70 arter, der lever naturligt i eurasiens søer og floder – og visse neotropiske skildpadder.

## Klassifikation
- Familie: Geoemydidae, Gamle verdens sumpskildpadder
  - Underfamilie Batagurinae
    - Slægt Batagur
    - Slægt Geoclemys
    - Slægt Hardella
    - Slægt Morenia
    - Slægt Pangshura

  - Underfamilie Geoemydinae
    - Slægt Chinemys
    - Slægt Cuora
    - Slægt Cyclemys
    - Slægt Geoemyda
    - Slægt Leucocephalon
    - Slægt Malayemys
    - Slægt Heosemys
    - Slægt Hieremys
    - Slægt Mauremys
    - Slægt Melanochelys
    - Slægt Notochelys
    - Slægt Ocadia
    - Slægt Orlitia
    - Slægt Pyxidea
    - Slægt Rhinoclemmys
    - Slægt Sacalia
    - Slægt Siebenrockiella
    - Slægt Vijayachelys